# Hidromorfonă
Hidromorfona este un medicament analgezic opioid, derivat al morfinei. Este un analgezic euforizant cu potență mai mare decât morfina (1,5 mg corespund la 10 mg morfină intramuscular). Acțiunea este mai rapidă și de durată mai scurtă comparativ cu morfina. Contractă musculatura netedă și deprimă respirația. Figurează pe lista substanțelor opioide fiind interzisă la sportivi.